# Mus mahomet
Mus mahomet és una espècie de mamífer rosegador de la família dels múrids. Viu a altituds d'entre 1.500 i 3.400 msnm a Eritrea, Etiòpia, Kenya i Uganda. El seu hàbitat natural són els boscos montans, els matollars i els herbassars de l'altiplà d'Etiòpia. És una espècie en risc mínim, és a dir, no sembla que hi hagi cap amenaça significativa per a la seva supervivència. L'espècie fou anomenada en honor de la localitat de Sheikh Mahomet.